# Limnophila poetica
Limnophila poetica är en tvåvingeart som beskrevs av Osten Sacken 1869. Limnophila poetica ingår i släktet Limnophila och familjen småharkrankar. Inga underarter finns listade i Catalogue of Life.